# 프사롤레피스
프사롤레피스(학명: Psarolepis romeri 프사롤레피스 로메리[*])는 약 3억 9700만 년 전부터 4억 1800만 년 전까지 살았던 멸종된 경골어류 속이다. 프사롤레피스의 화석은 주로 중국 남부에서 발견되었으며 1998년 고생물학자 위샤오보 (Xiaobo Yu)가 처음으로 발견했다. 프사롤레피스가 육기어류가 맞는가에 대한 논란이 있다. 고생물학자들은 프사롤레피스가 아마도 초기의 속 단위 분류군이며 육기어류와 조기어의 공통 조상에 가까운 것으로 보인다는데 동의했다. 2001년에 고생물학자 존 앨버트 롱(John Albert Long)은 프사롤레피스와 오니코돈형류(Onychodontiformes)를 비교해 이들의 연관성을 언급했다.

## 특징
프사롤레피스는 하악 앞쪽으로 뻗어 있는 한 쌍의 부신피질 치아 소용돌이(parasymphysical tooth whorls)를 지녔다. 머리는 여러 개의 두꺼운 진피판으로 만들어졌으며 깊은 움푹 파인 자국과 큰 구멍으로 덮여 있었다.
프사롤레피스의 구멍 뚫린 머리는 도자기와 같은 코스마인 층(고대 물고기의 비늘을 대신하는 층)이 있는 판으로 만들어졌다. 코스마인 층이 두개골의 봉합선을 가리기 때문에 정확한 뼈 구조 연구는 어렵다. 주둥이는 이상하게 혹이 있고 콧구멍은 위턱 바로 위에 있는 눈 윗부분에 위치한다.
가장 고유적인 특징으로 어깨 띠에서 뒤로 뻗어 있는 가시와 등지느러미와 연결된 가시 두 개가 알려져 있다. 이 지느러미 가시는 원시 유악어류 물고기에서만 발견되며, 원시 연골어류에게는 없는 것으로 보이지만 후에 등장한 연골어류에게는 존재한다.
프사롤레스는 주둥이 맨 앞쪽에 이빨이 있고 치아 판에 큰 송곳니가 있다. 프사롤레피스의 가장 큰 특징은 부신피질 치아 소용돌이이다. 전악골과 치아에는 큰 안쪽 이빨과 불규칙한 배열의 작은 바깥쪽 이빨이 있었다.

## 발견

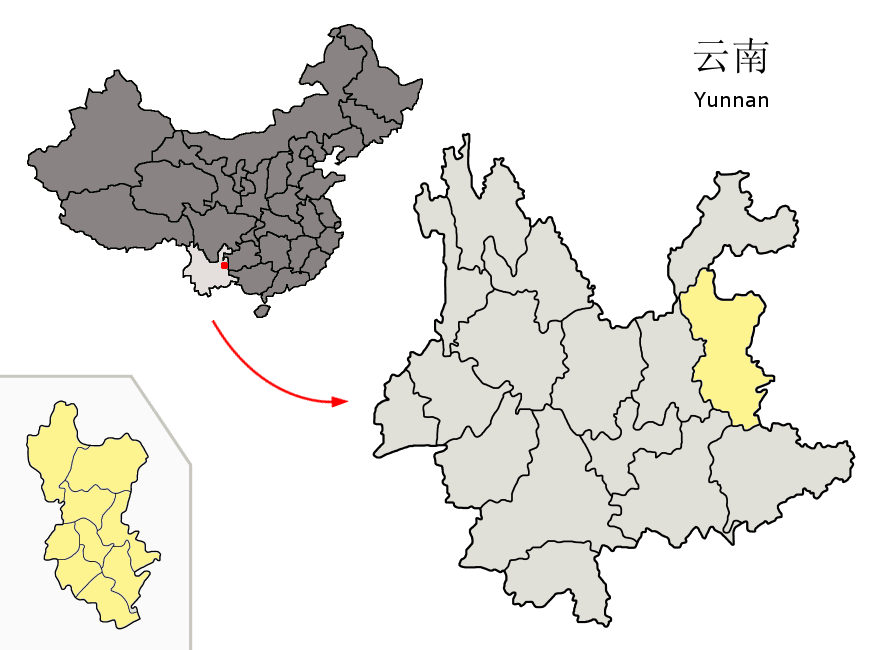
프사롤레스의 화석이 발견된 중국 윈난성의 취징시(노란색)의 위치이다.

대부분의 프사롤레피스 화석은 중국 윈난성 취징시에서 북서쪽으로 약 10km 거리에 있는 위룽시(Yulongsi Formation), 시산춘(Xishancun Formation) 및 시툰 지층(Xitun Formation)에서 발견되었다. 이 발견으로 요웅골레피스(Youngolepis)와 디아볼레피스(Diabolepis)와 같은 다른 선사시대 조기어류인 것으로 밝혀졌다. 프사롤레피스의 화석은 1981년과 1984년 고생물학자 주민(Min Zhu)과 동료들이 발견했으며 생존 연대는 실루리아기 후기에서 데본기 초기 사이인 것으로 추정된다.

## 분류

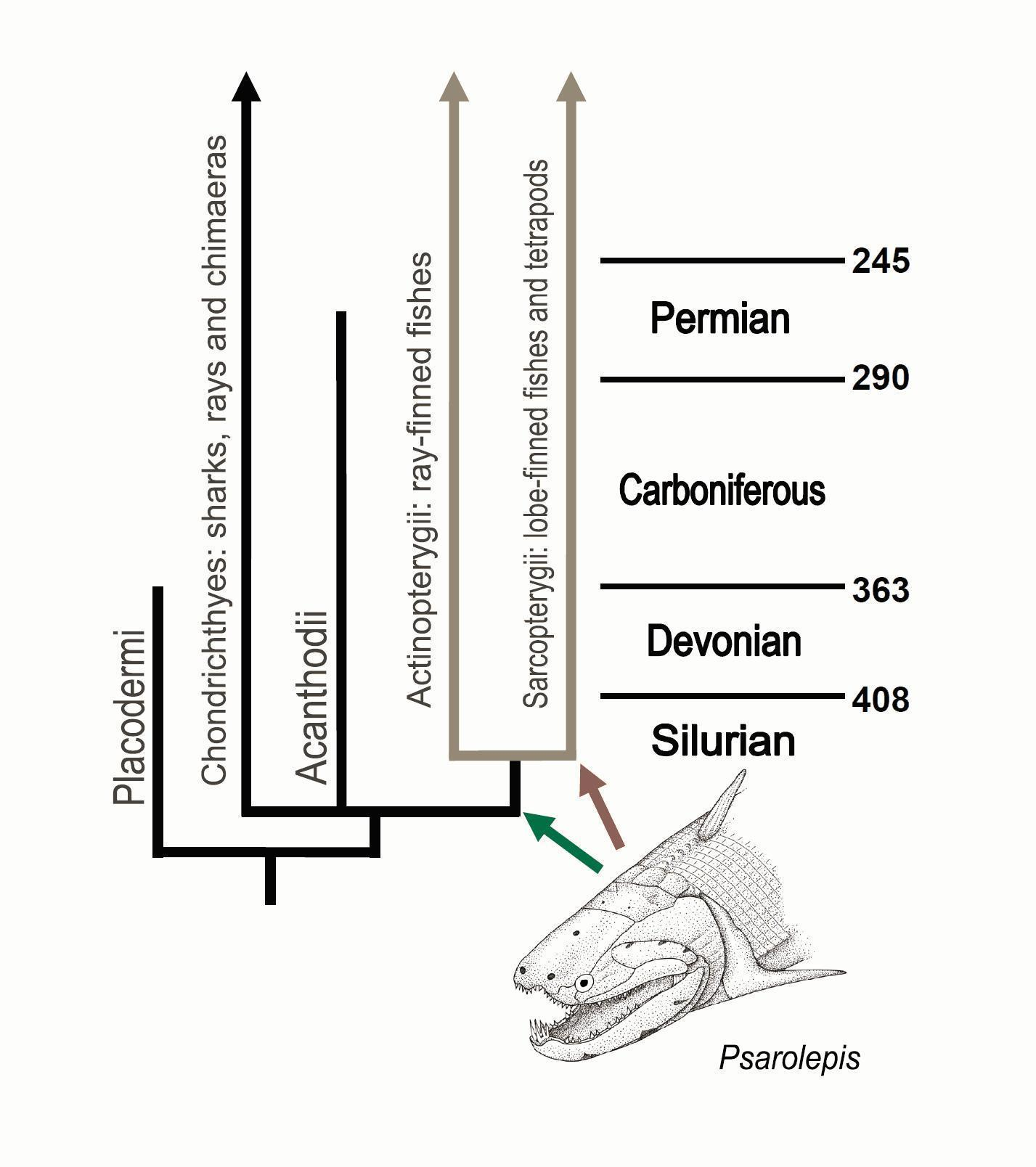
물고기의 관계와 프사롤레피스의 모호한 위치를 표현한 분지도. 빨간색 화살표는 프사롤레피스를 기저 육기어류로, 녹색 화살표는 가장 기저에 위치한 경골어류로 표시했다.

프사롤레피스가 1998년에 처음 설명되었을 때, 두개골과 턱이 원시 폐어류의 그것과 비슷하다는 이유로 경골어상강에 분류되었는데 1999년에 민 주 등은 프사롤레피스가 가장 원시적인 경골어류인지, 가장 원시적인 육기어류인지 알 수 없었기 때문에 분지도에서 이 물고기를 찾을 수 없다.
연골어류와 극어류에서 볼 수 있는 머리 뒤에 위치한 중앙 척추와 일부 판피어류와 극어류에서 볼 수 있는 어깨 띠에서 뒤로 뻗은 가슴 척추 등 경골어류에는 없는 몇 가지 특징이 있다. 이후 2001년에 주민와 슐츠(Schultze)는 프사롤레피스가 아마도 원시적인 경골어류라는 이론에 더 많은 근거를 제시했다.
같은 해 존 엘버트 롱은 이 물고기의 계통학적 위치를 재검토하고 프사롤레피스와 오니코돈형류 사이의 몇 가지 유사점을 발견했으며, 또한 두개골의 다른 특징과 결합된 회전 이빨 가마의 존재, 그리고 아마도 어깨 띠는 프사롤레피스가 오니코돈형류에 속하는 육기어류의 가장 기초적인 물고기로서 오니코두스(Onychodus)의 자매 분류군으로 배치된다는 것을 보여 준다고 언급했다. 또한 롱은 서호주의 고고층(Gogo Formation)에서 수집한 새로운 화석을 언급하며 프사롤레피스와 오니코두스는 모두 원시적인 경골어류이며 다른 육기어류보다 더 원시적이라고 말했다.